# Mercedes Echerer
Raina A. Mercedes Echerer (ur. 16 maja 1963 w Linzu) – austriacka aktorka filmowa, telewizyjna i teatralna, w latach 1999–2004 posłanka do Parlamentu Europejskiego V kadencji.

## Życiorys
Kształciła się w zakresie baletu klasycznego w Linzu. Jako aktorka teatralna związana z teatrami Theater an der Wien, następnie Theater in der Josefstadt i wiedeńskim Volkstheater. Udzielała się także jako aktorka głosowa i filmowa oraz prezenterka radiowa i telewizyjna.
Jako artystka angażowała się w różne inicjatywy społeczne, m.in. kampanie organizowane przez Greenpeace. W wyborach w 1999 jako bezpartyjna kandydatka z ramienia Zielonych uzyskała mandat posłanki do Parlamentu Europejskiego. Była członkinią grupy zielonych i regionalistów, pracowała m.in. w Komisji Kultury, Młodzieży, Edukacji, Mediów i Sportu. W PE zasiadała do 2004. Powróciła do kariery aktorskiej, występując głównie w produkcjach telewizyjnych.

## Wybrana filmografia
- Schmutz (1985)
- Nachsaison (1988)
- Café de l'union (1990)
- Fahrt in die Hauptstadt (1991)
- Halbe Welt (1993)
- Der See (1996)
- Wanted (1999)[3]